# Uszkodzenia wodorowe
Uszkodzenia wodorowe - obejmuje wszystkie procesy w metalach spowodowane obecnością wodoru. Często w połączeniu z rozciągającymi naprężeniami własnymi lub od obciążeń zewnętrznych powodują zmniejszenie zdolności do przenoszenia obciążeń. Wodór wywiera szkodliwy wpływ na wszystkie metale i stopy metali. Zwiększenie ich kruchości może już wystąpić przy bardzo małej zawartości wodoru, często kilku części na milion. Intensywność wpływu wodoru jest różna dla różnych materiałów. W poszczególnych grupach jest zależna od składu chemicznego materiału, zawartości zanieczyszczeń w materiale, mikrostruktury materiału oraz jego wytrzymałości. Zależy również od czynników zewnętrznych:
- temperatura
- stan naprężenia
- szybkości odkształcenia
- dostępności wodoru

## Wnikanie wodoru
Wodór wnika do materiałów w wielu etapach wytwarzania wyrobów min. podczas:
- topienia
- spawania
- trawienia kwasami
- powlekania elektrochemicznego
- obróbki cieplnej w atmosferze zawierającej wodór

Dostaje się do wyrobu również podczas jego eksploatacji, gdy wyrób koroduje lub znajduje się w atmosferze zawierającej wodór. 

## Źródła wodoru
Źródłem wodoru jest często wodór atomowy lub cząsteczkowy oraz cząsteczki związków zawierających wodór, najczęściej są to związki nieorganiczne np.:
- H2S
- H2O

Jednak czasami są to też związki organiczne np.:
- CH3OH
- CH3COOH

W przypadku kruchości stali spowodowanej przez wodór pochodzący z otoczenia najczęstszym jego źródłem jest reakcja elektrochemiczna np.:
- korozja w środowisku kwaśnym
- trawienie w kwasach
- polerowanie elektrolityczne

Podczas takiej reakcji następuje uwalnianie jonów wodoru.